# Credo (Vivaldi)
El Credo en mi menor, RV 591 és l'única composició existent d'Antonio Vivaldi sobre el Credo de Nicea. Hi ha una altra obra, la RV 592, però hi ha dubtes sobre la seva autenticitat i alguns experts l'atribueixen a Johann Adolph Hasse. Tot i que el text cantat és més llarg que el del Gloria en re major, RV 589, l'obra és força més curta.

## Credo, RV 591
RV 591 té quatre moviments:
1. Credo en unum Deum (Allegro)
2. Et incarnatus est (Adagio)
3. Crucifixus (Largo)
4. Et resurrexit (Allegro)

El primer i el darrer moviment, com és habitual en Vivaldi, es basen en la mateixa idea: un motiu de semicorxera-corxera i que s'assembla a un de similar del primer moviment del Gloria, RV 588. En un estil similar al del salm In exitu Israel, RV 604, el primer moviment presenta ritmes senzills en la part del cor, amb blanques i negres, mentre l'orquestra executa corxeres i semicorxeres.
El segon moviment és un breu episodi coral en stile antico, que fa servir material musical del seu Magnificat. El Crucifixus, el tercer moviment, està en la menor, i una expressió particularment profunda tradueix de manera admirable el significat del text «Crucifixus etiam pro nobis» ("Crucificat després per nosaltres"). Vivaldi fa servir la forma fugada que contrasta amb l'homofonia dels altres tres moviments. El quart moviment, Et Resurrexit, té un motiu similar al del primer moviment, i acaba amb una fuga.

## Audició
| Credo                                                                                    | Credo |
| ---------------------------------------------------------------------------------------- | ----- |
| 1. Credo in Unum Deum                                                                    |       |
|                                                                                          |       |
|                                                                                          |       |
|                                                                                          |       |
| Credo – Et Incarnatus Est                                                                |       |
|                                                                                          |       |
|                                                                                          |       |
|                                                                                          |       |
| 3. Crucifixus                                                                            |       |
|                                                                                          |       |
| Interpretat per l'Advent Chamber Orchestra amb l'Advent Choir dirigits per Gabriel Pavel |       |
|                                                                                          |       |